# Luis Yáñez-Barnuevo García
Luis Yáñez-Barnuevo García (ur. 12 kwietnia 1943 w Coria del Río) – hiszpański i andaluzyjski polityk oraz lekarz, wieloletni poseł do Kortezów Generalnych, deputowany do Parlamentu Europejskiego V, VI i VII kadencji.

## Życiorys
Ukończył w 1967 studia medyczne, specjalizował się w chirurgii. W 1970 uzyskał doktorat z ginekologii, od 1974 pełnił funkcję ordynatora oddziału w Máladze.
Od połowy lat 70. zasiadał we władzach krajowych Hiszpańskiej Socjalistycznej Partii Robotniczej. M.in. w okresie 1980–1985 przewodniczył tej partii w Andaluzji. W 1991 został radnym Sewilli. Od 1977 do 2004 pełnił obowiązku posła do Kongresu Deputowanych. Przez pięć lat reprezentował krajowy parlament w Zgromadzeniu Parlamentarnym Rady Europy. W latach 1985–1991 był sekretarzem stanu ds. współpracy z Ameryką Łacińską w rządzie Felipe Gonzáleza.
W 1999 z listy PSOE uzyskał mandat posła do Parlamentu Europejskiego. W wyborach w 2004 i 2009 skutecznie ubiegał się o reelekcję. W VII kadencji przystąpił do grupy Postępowego Sojuszu Socjalistów i Demokratów, a także do Komisji Spraw Konstytucyjnych oraz Podkomisji Bezpieczeństwa i Obrony.